# Леонид (католикос-патриарх всея Грузии)
Католико́с-Патриа́рх Леони́д (груз. კათოლიკოს-პატრიარქი ლეონიდე, в миру Лонгиноз Соломонович Окропиридзе, груз. ლონგინოზ სოლომონის ძე ოქროპირიძე; 15 (27) февраля 1861, Тифлисская губерния — 11 июня 1921, Тбилиси) — епископ Грузинской православной церкви, с 1918 года — католикос-патриарх Грузии.

## Биография
Уроженец Грузии. Восьми лет он был взят из родительского крова и отдан в духовное училище. Здесь он находился под непосредственным покровом своего дяди, епископа Гурийско-Мингрельского Александра.
В 1884 году он поступил в Киевскую духовную академию и здесь на примере своих наставников, и, главным образом, на живом образце — епископа Сильвестра, начальника академии, убедился в высоте христианских подвигов и 29 июня 1887 года принял монашество с именем Леонид.
В 1888 году окончил Киевскую духовную академию. Занимался миссионерской и образовательной деятельностью, главным образом на Кавказе; в 1890—1910-х годах был архимандритом грузинских монастырей Зедазени, Хирси, Святого Иоанна Крестителя. Возглавлял комиссию по исправлению грузинского перевода Библии.
19 апреля 1898 года в Сионском кафедральном соборе Тифлиса хиротонисан во епископа Горийского, викария Грузинской епархии. Чин хиротонии совершали экзарх Флавиан (Городецкий), епископы Владикавказский Владимир (Сеньковский), Гурийско-Мингрельский Александр (Окропиридзе) и Алавердский Виссарион (Дадиани).
С 12 августа 1900 года — епископ Имеретинский.
С 1 февраля 1908 года — епископ Гурийско-Мингрельский.
Активно участвовал в движении за автокефалию Грузинской православной церкви, которое в 1917 году привело к провозглашению её независимости от Российской.
12 марта 1917 года на Мцхетском соборе утверждён местоблюстителем католикоса Грузии впредь до канонического избрания католикоса, ему было поручено временное управление Грузинской автокефальной церковью.
В августе того же года назначен митрополитом Тифлисским с присвоением титула «Тбилели». В сентябре 1917 года был кандидатом в католикосы, но не был избран.
После убийства Кириона II избран его преемником 28 ноября 1918 года.
В ходе своего патриаршества Леонид столкнулся как с отсутствием международного признания грузинской автокефалии, так и с гонениями на Церковь со стороны захвативших Грузию большевиков (см. Советско-грузинская война).
Скончался 11 июня 1921 года во время охватившей Грузию эпидемии холеры.

## Труды
- «Две речи к столетию смерти славного грузинского царя Ираклия II». Тифлис, 1898.
- «Речь при наречении его во епископа» // Прибавление к «Церковным Ведомостям» 1898, № 20, с. 724.
- «Празднование дня Св. Нины и его значение». Кутаиси, 1912.
- «Слова и поучения кн. I. Дни грузинских святых». Поти, 1914.
- «Слово в день царицы Тамары 1-го мая». Тифлис, 1915.
- «Слово в день Св. Нины». Тифлис, 1915.
- «Послание Святейшего Леонида, Католикоса-Патриарха всея Грузии, к Святейшему Тихону, Патриарху Московскому и всея Руси. 5 августа 1919 года». Тифлис, 1920.